# Seznam komandantov Kraljeve vojaške akademije Sandhurst
Seznam komandantov Kraljeve vojaške akademije Sandhurst.

## Seznam

### RMC, Sandhurst, 1800-1939
- 1874–1884: Frederick Dobson Middleton[1]
- 1886–1888: Colonel Aylmer Cameron[2]
- 1906–1910: Brigadier-General Nathaniel Walter Barnardiston[3]
- 1914–1916: Brigadier-General Stuart Peter Rolt[4]
- 1919–1923: Major-General Sir Reginald Byng Stephens[5]
- 1923–1923: Major-General T. Herbert Shoubridge[6]
- 1923–1927: Major-General Charles Edward Corkran[7]
- 1927–1930: Major-General Charles Francis Constantine[8]
- 1931–1934: Major-General Reginald Seaburne May[9]
- 1934–1937: Major-General Bertie Drew Fisher[10]
- 1938–1939: Major-General T. Ralph Eastwood[11]

### RMA, Sandhurst, 1947 do danes
- 1947–1948: Major-General Francis Matthews
- 1948–1950: Major-General Hugh Stockwell
- 1960–1963: Major-General George Gordon-Lennox
- 1963–1966: Major-General John Mogg
- 1966–1968: Major-General Peter Hunt
- 1968-1972: Major-General Philip Tower
- 1972–1973: Major-General Jack Harman
- 1973–1976: Major-General Robert Ford
- 1976–1979: Major-General Philip Ward
- 1979–1982: Major-General Richard Vickers
- 1982–1983: Major-General Geoffrey Howlett
- 1987–1989: Major-General Sir Simon Christie Cooper
- 1989–1991: Major-General Peter Graham
- 1991-1994: Major-General Timothy Toyne-Sewell
- 1994–1995: Major-General Hew Pike
- 1995–1997: Major-General Jack Deverell
- 1997–1999: Major-General Alistair Irwin
- 2001–2003: Major-General Philip Trousdell
- 2003–2006: Major-General Andrew Ritchie
- 2007–2009: Major-General David Rutherford-Jones
- 2009-danes: Major-General Patrick Marriott